# ブラザー・ベア
『ブラザー・ベア』（原題：Brother Bear）は、2004年3月13日に公開された、ディズニーの長編アニメーション映画作品。配給はブエナ・ビスタ・ピクチャーズ。全米公開は2003年11月1日。
作品中の歌はフィル・コリンズやティナ・ターナーが手がけている。
この作品は動物ばかりでなく、人間側の心理も描かれている。人間と動物の意思疎通が出来ないゆえのすれ違いが過酷な現実を招くこととなり、主人公と子熊の関係に影響を及ぼしていく。
受賞は逃したが、2003年のアカデミー賞・長編アニメ賞やアニー賞・映画部門作品賞にノミネートされた。
なお、2006年8月23日に続編『ブラザー・ベア2』のビデオとDVDが発売された。本作の完成後にオーランドのスタジオが閉鎖、続編の完成後にはシドニーのスタジオも閉鎖された。これは今後のアニメ製作を3DCG中心にしていくというディズニーの方針による。

## あらすじ
はるか昔、マンモスが存在し、自然をつかさどる精霊であるグレイト・スピリットの力が信じられていた時代のアメリカ。狩猟民族イヌイットの三兄弟がいた。長兄のシトゥカ・次兄のデナヒ・末弟のキナイ。キナイは成人の日、村のシャーマン・タナナから人生の道しるべとなるトーテムを授かるが、それは「愛」を象徴する熊であった。しかし彼はそれが気に入らず、やたらと大人ぶるようになる。そんな中、熊に襲われてしまい、シトゥカが彼とデナヒを守り、犠牲になってしまう。悲しみと怒りに燃えるキナイはその熊を追い詰め手にかけた。その直後、グレイト・スピリットの一部となったシトゥカが彼を熊に変えてしまう。タナナは驚くばかりのキナイに、やるべきことと行くべき場所を教えて去る。そこに、母親を探している子熊・コーダが加わり、二匹は共に旅をすることとなる。

## 登場キャラクター
キナイ
成人の日を迎えて熊のトーテムを授かる。大人だという証明をしたくていろいろムキになる。兄・シトゥカを死に追いやった熊に復讐を誓い、ついには仕留めるが、熊に変えられてしまう。その後子熊・コーダに出会い、人間の姿に戻れるという「光が大地にふれる山」を目指しつつ、嫌々ながらも二匹で旅をすることに。その道中、何も知らないデナヒにたびたび命を狙われ、旅は波乱含みのものとなるが、一方で次第にコーダとの関係は深いものになっていく。しかし、後に復讐で殺した熊こそコーダの母親だと気づき、コーダに対する罪悪感が生まれ、一度は関係が壊れかける。しかしそれを乗り越えた後、ようやく人間に戻るもコーダに対する罪悪感と絆からほうっておくことができず、再び熊として生きる道を選ぶ。
なお、アラスカ州のキナイ半島にあるキーナイ・フィヨルド国立公園は、この作品の背景のモデルとなった場所のひとつである。
コーダ
母親とはぐれた子熊。人懐っこくておしゃべり。サケが大量に泳ぐ川「サーモン・ラン」にたどり着けば母に会えると信じている。キナイの目指す「光が大地にふれる山」が「サーモン・ラン」の近くだというので、キナイは彼の誘いに乗ったが、次第に彼はキナイを兄のように慕い始める。さらにヘラジカ兄弟の姿から、1つの兄弟愛を見る。
エンディング後のおまけ映像では、当作が動物愛護法を守っている事を発表する。
ラット
ヘラジカ兄弟の弟のほう。どちらかというとツッコミが多い。しかしある事故で左角を失ったため兄との縁を切ろうとし、コーダを義理の弟にしようとまでする。エンディングでは熊達にヨガを吹き込む。
トゥーク
ヘラジカ兄弟の兄のほう。弟・ラットとの掛け合いは漫才そのもの。しかしある事故を起こし、弟に絶縁されかけてしまう。そのときには兄らしさをいろいろアピールする。
デナヒ
「知恵」を象徴する狼のトーテムを授かった、三兄弟の次兄。性格は楽天的であったが、兄・シトゥカを失った悲しみが癒えないうちに、無残に引き裂かれたキナイの服とそのそばに立つ熊（キナイ）を見つけたことから、「キナイもあの熊のせいで死んだ」と思い込み、その熊がキナイとは知らず、二人の仇を取るためにひたすら追いかけるも、終盤で人間に戻った事で自分が追っていた熊がキナイだったと知り、熊として生きることにした弟を見送った。
冒頭に出てきた老人が、シャーマンとなったデナヒで、この物語の語り部である。
シトゥカ
「導き」を象徴する鷲のトーテムを授かった、デナヒとキナイの兄。兄弟の中で体格も大きく、力も一番。ある日、弟二人を熊から守る為に命を落とす。だがその魂はグレイト・スピリットの一部となり、キナイを熊に変えた。その後もワシの姿でデナヒとキナイを見守り、時には導いていく。
タナナ
キナイたちの村のシャーマンで、グレイト・スピリットや死者たちとも会話をしたり、成人となった者に人生の道しるべ・トーテムを授けたりもする。キナイが姿を変えられた直後、彼に様々なアドバイスをする。どうやらシトゥカからすべての事情を聞いたようである。
タグ
「サーモン・ラン」の熊達の中でも一番大きく、まとめ役でもある。コーダとは前々から知り合いで、新顔であるキナイも大らかに受け入れる。熊同士で開くトーク形式のパーティーの主催者にもなる。パーティーにいたわけのわからない言葉の熊はロシアから来た熊で氷河期にアメリカ大陸とユーラシア大陸がつながっていたためサーモン・ランにやってきた。
ヒツジ
サーモン・ランをめざす旅の途中で道に迷い、キナイは彼らに道を尋ねようとするが、彼らはふと聞こえた自分達の声の山彦を他の奴と勘違いし、ひたすら怒鳴り続けてしまう。エンディングを見る限り、夜まで怒鳴っていたようである。
ムーリ
未公開シーンのみに登場する、短気なシマリス。ベリーが大好物でキナイの鼻を巨大ベリーと勘違いした。

## キャスト
| 役名         | 俳優                                                | 日本語吹替 |
| ------------ | --------------------------------------------------- | ---------- |
| キナイ       | ホアキン・フェニックス                              | 東山紀之   |
| コーダ       | ジェレミー・スアレス                                | 池田恭祐   |
| デナヒ       | ジェイソン・レイズ                                  | 平田広明   |
| ラット       | リック・モラニス                                    | 檀臣幸     |
| トゥーク     | デイヴ・トーマス                                    | 玄田哲章   |
| シトゥカ     | D・B・スウィーニー                                  | 山路和弘   |
| タグ         | マイケル・クラーク・ダンカン                        | 郷里大輔   |
| ヒツジ1      | ポール・クリスティン                                | 津田英三   |
| ヒツジ2      | ダニー・マストロジョルジオ                          | 江原正士   |
| おばあさん熊 | エステル・ハリス                                    | 定岡小百合 |
| チェット     | グレッグ・プループス                                | 鈴木正和   |
| シャーラ     | ポーリー・ペレット                                  | 前田ゆきえ |
| コーダのママ | ミッキー・マクガワン フランク・ウェルカー（鳴き声） | 前田ゆきえ |
| シマリス     | バンパー・ロビンソン                                | 岡野浩介   |
| ナレーター   | オスカー・カワグレイ                                | 坂口芳貞   |
| タナナ       | ジョアン・コープランド                              | 森光子     |
| エドガー     |                                                     | 亀山助清   |

## その他
- キナイ、デナヒ、シトゥカの名前は地名が由来である。
- キナイが熊に変えられるシーンの曲は、フィル・コリンズが作った歌詞を、イヌイットの言葉に翻訳しなおしたもの。
- キナイがコーダに自身の出自を明かすシーンの曲は、字幕版も吹き替え版も共にフィル・コリンズが歌っている。告白の歌で隠れた部分がDVDの未公開シーン集に収録されている。
- 劇中歌「グレイト・スピリット」の日本語版は、天童よしみが歌唱した。
- エンディングでは、本編に使われなかったシーンがいくつか出てきて、スタッフロールのあとにコーダからのメッセージが聴ける。DVDにはNG集なども収録されている。